# Kenwyne Jones
Kenwyne Joel Jones (Point Fortin, Trinidad y Tobago; 5 de octubre de 1984) es un exfutbolista trinitense que se desempeñaba como delantero.

## Trayectoria
Kenwyne nació el 5 de octubre de 1984 en Point Fortin. Antes jugó en clubes como Joe Public FC y W Connection, de Trinidad y Tobago; y posteriormente pasó a la Football League One, fichado por el Southampton F.C. de Inglaterra. Jugó cedido en el Sheffield Wednesday y el Stoke City, antes de ingresar en el Sunderland en 2007. En el verano del 2010 fue traspasado al Stoke City. Tras tres temporadas, en enero de 2014 es traspasado al Cardiff City. En el mercado invernal de la temporada 14/15 fue traspasado al AFC Bournemouth.

## Selección nacional
Ha sido internacional con su selección desde 2003, su primer gol en la selección fue en el segundo partido disputado ante la Selección de fútbol de Francia partido que quedaría 3-1 a favor de los franceses. Disputó la Copa Mundial de Fútbol de 2006 jugó 2 de los 3 partidos de la primera fase en la cual no anotó goles. En 2007 su selección se enfrenta de nuevo ante Inglaterra que ya lo había hecho en el mundial del 2006 esta vez el partido quedaría 2-2 con un doblete suyo. En el 2009 asume el cargo de ser capitán de su selección y el dorsal 9 que luego lo cedería a Jason Scotland, en su debut como capitán juegan ante la Selección de fútbol de Bélgica en este partido hizo una tripleta. El 8 de julio de 2013 hace su debut en la Copa de Oro de la Concacaf 2013 ante la selección del salvador el partido quedaría 2-2 y el anotaría el segundo de su equipo, en el tercer partido ya que el segundo no lo disputó volvió anotar esta vez de penal ayudándole a su equipo a sacar un 2-0 que los clasificaría ya que en el segundo partido perdieron. El dorsal que le dieron para disputar esta copa fue el 9 y asumió en los 2 partidos que disputó el cargo de capitán. Ha disputado 57 partidos con su selección y ha anotado 12 goles.

## Participaciones en Copas del Mundo
| Mundial                        | Sede     | Resultado    | Partidos | Goles |
| ------------------------------ | -------- | ------------ | -------- | ----- |
| Copa Mundial de Fútbol de 2006 | Alemania | Primera fase | 2        | 0     |

## Participaciones en Copas de Oro
| Torneo                          | Sede           | Resultado        | Partidos | Goles |
| ------------------------------- | -------------- | ---------------- | -------- | ----- |
| Copa de Oro de la Concacaf 2013 | Estados Unidos | Primera Fase     | 2        | 2     |
| Copa de Oro de la Concacaf 2015 | Estados Unidos | Cuartos de final | 4        | 2     |

## Clubes
| Club                 | País                   | Año         | Partidos | Goles |
| -------------------- | ---------------------- | ----------- | -------- | ----- |
| Joe Public           | Trinidad y Tobago      | 2002        | 11       | 18    |
| W Connection         | Trinidad y Tobago      | 2002 - 2004 | 36       | 31    |
| Southampton FC       | Inglaterra             | 2004        | 5        | 1     |
| Sheffield Wednesday  | Inglaterra             | 2004 - 2005 | 7        | 7     |
| Stoke City           | Inglaterra             | 2005        | 13       | 3     |
| Southampton FC       | Inglaterra             | 2005 - 2007 | 80       | 22    |
| Sunderland           | Inglaterra             | 2007 - 2010 | 101      | 28    |
| Stoke City           | Inglaterra             | 2010 - 2014 | 117      | 28    |
| Cardiff City         | Gales                  | 2014 - 2015 | 9        | 1     |
| AFC Bournemouth      | Inglaterra             | 2015        | 6        | 1     |
| Al-Jazira            | Emiratos Árabes Unidos | 2016        | 11       | 3     |
| Atlanta United FC    | Estados Unidos         | 2016 - 2017 | 17       | 2     |
| Sporting Kansas City | Estados Unidos         | 2017 - 2018 | 6        | 2     |

## Campeonatos nacionales
| Título                       | Club                     | País              | Año  |
| ---------------------------- | ------------------------ | ----------------- | ---- |
| TT Pro League                | Joe Public Football Club | Trinidad y Tobago | 2002 |
| TT Pro League                | W Connection             | Trinidad y Tobago | 2004 |
| Football League Championship | AFC Bournemouth          | Inglaterra        | 2015 |

## Distinciones individuales
| Distinción                            | Año  |
| ------------------------------------- | ---- |
| Goleador del TT Pro League (18 goles) | 2002 |
| Goleador del TT Pro League (19 goles) | 2004 |